# Hugo Dyson
Henry Victor Dyson Dyson (7 april 1896 - 6 juni 1975), over het algemeen bekend als Hugo Dyson en die zijn geschriften met H. V. D. Dyson ondertekende, was een Engelse academicus en een lid van de literaire groep Inklings.  Hij was een toegewijde christen, en samen met Tolkien hielp hij om C.S. Lewis te overtuigen zich te bekeren tot het christendom.
Dyson onderwees Engels aan de Universiteit van Reading vanaf 1924 tot hij aan het Merton College van Oxford kwam in 1945. Hij ging in 1963 met pensioen.
Dyson was niet zozeer bekend door zijn zeldzame publicaties, maar voor de hoge kwaliteit en omvangrijke hoeveelheid lezingen. Hij hield er meer van om op Inklings-vergaderingen voor te lezen, en werd door A. N. Wilson in zijn biografie over Lewis genoemd omdat hij Tolkiens lezing uit The Lord of the Rings ruw onderbrak. Daarna beperkte Tolkien zijn lezingen meestal tot tijden dat Dyson niet aanwezig was.